# Bilal (nome)
Bilal (in arabo e urdu: بلال) è un nome proprio di persona arabo, turco e urdu maschile.

## Varianti
- Altre traslitterazioni: Belal[2], Bilel

## Origine e diffusione
Riprende il nome di Bilal, uno schiavo di origini etiopi, sahaba di Maometto e primo muezzin dell'Islam. Etimologicamente si basa sul verbo بل (ball, "bagnare", "inumidire"), e significa quindi "che bagna", "che inumidisce".

## Persone
- Bilal, cantautore, produttore discografico e musicista statunitense
- Bilal Ag Acherif, politico maliano
- Bilal Arzou, calciatore afghano
- Bilal Başaçikoğlu, calciatore olandese
- Bilal Erdoğan, imprenditore turco
- Bilal Hassani, cantante, compositore e youtuber francese
- Bilal Najjarin, calciatore libanese
- Bilal Powell, giocatore di football americano statunitense
- Bilal Velija, calciatore macedone
- Bilal Xhaferri, scrittore albanese